# John H. Smith (matemàtic)
John Howard Smith és un matemàtic americà, professor retirat de matemàtiques a Universitat de Boston. Va rebre el seu Ph.D. De l'Institut de Massachusetts de Tecnologia dins 1963, sota la supervisió de Kenkichi Iwasawa.
Dins votant teoria, és sabut pel conjunt de Smith, el més petit no buit posat de candidats tal que, en cada elecció entre només un membre i un no-membre, el membre és el guanyador per regla majoritària, i pel criteri de Smith, una propietat de sistemes d'elecció segura en quin el guanyador és garantit per pertànyer al conjunt de Smith. Ha també va fer contribucions a teoria de grafs espectral i teoria de número additiu.